# Supercoppa d'Europa 1982-1983 (hockey su pista)
La Supercoppa d'Europa 1982-1983 è stata la 3ª edizione dell'omonima competizione europea di hockey su pista. Alla manifestazione hanno partecipato gli spagnoli del Barcellona, vincitore della Coppa dei Campioni 1981-1982, e la formazione portoghese dello Porto, vincitore della Coppa delle Coppe 1981-1982.
A conquistare il trofeo è stato il Barcellona al terzo successo nella sua storia.

## Squadre partecipanti
| Club       | Qualificazione                     | Partecipazioni precedenti (il grassetto indica la vittoria) |
| ---------- | ---------------------------------- | ----------------------------------------------------------- |
| Barcellona | Detentore della Coppa dei Campioni | 1980-1981, 1981-1982                                        |
| Porto      | Detentore della Coppa delle Coppe  | Esordiente                                                  |

## Risultati
| Squadra 1 | Totale | Squadra 2  | Andata | Ritorno |
| --------- | ------ | ---------- | ------ | ------- |
| Porto     | 3 - 10 | Barcellona | 2 – 3  | 1 – 7   |

| Porto 5 ottobre 1982 Finale di andata | Porto | 2 – 3 | Barcellona |  |

| Barcellona 24 ottobre 1982 Finale di ritorno | Barcellona | 7 – 1 | Porto |  |